# Ricky Steamboat
Richard Henry Blood (* 28. Februar 1953 in West Point, New York), besser bekannt unter seinem Ringnamen Ricky Steamboat, ist ein ehemaliger US-amerikanischer Wrestler. Er trat während seiner aktiven Karriere für die bedeutendsten Wrestlingpromotionen Nordamerikas auf. Seine größten Erfolge waren der Gewinn des NWA-World-Heavyweight-Champion-Titels, des WCW-World-Heavyweight-Champion-Titels und des WWF-Intercontinental-Champion-Titels. Nach seiner aktiven Karriere arbeitete er weiterhin als Road Agent, NXT-Trainer und Ambassador für die WWE. Blood gilt bis heute als einer der technisch besten Akteure in der Geschichte des Wrestlinggeschäfts.

## Anfänge
Während seiner Highschool-Zeit zog Blood mit seiner Familie nach Florida, wo er die Boca Ciega High School in Gulfport besuchte und 1971 seinen Abschluss machte. Er wurde Mitglied des Amateur-Wrestlingteams der Schule und konnte die Florida State Championship gewinnen.
Ein paar Jahre später kam er über seine damalige Freundin in Kontakt mit Verne Gagne von der American Wrestling Association (AWA). Dieser machte ihm das Angebot, ihn zum Profi-Wrestler auszubilden und seiner Promotion beizutreten. Blood willigte ein und unterzog sich sechs Wochen lang einem strengen Training mit Gagne und seinem Cheftrainer Khosrow Vaziri – besser bekannt als The Iron Sheik.

## Karriere
Richard Blood debütierte 1976 in der AWA unter dem Namen „Rick Blood“. Noch im selben Jahr wechselte er allerdings zu Eddie Grahams Championship Wrestling from Florida (CWF). Graham war der Meinung, dass „Blood“ kein Name für einen Babyface-Wrestler sei. Er änderte Bloods Ringnamen daher schlichtweg zu „Ricky Steamboat“ und verkaufte ihn fortan als Neffen des hawaiianischen Wrestlers Sam Steamboat.
Auf Empfehlung von Wahoo McDaniel holte Jim Crockett Promotions-Booker George Scott Steamboat 1977 ins Mid-Atlantic Championship Wrestling Territorium, wo er die nächsten acht Jahre bleiben sollte. Er gewann dort unzählige NWA-Championships, sowohl als Einzelwrestler wie auch in Tag Teams mit Paul Jones und Jay Youngblood. Höhepunkte waren ohne Frage seine intensive Fehde mit Ric Flair, aber auch die emotionale Auseinandersetzung mit seinem ehemaligen Mentor Wahoo McDaniel sowie seine letzte Storyline mit Tully Blanchard.
Nach kreativen Differenzen mit dem damaligen JCP-Booker Dusty Rhodes verließ Steamboat 1985 das Territorium und wechselte in Vince McMahons World Wrestling Federation (WWF, heute WWE). Um besser in McMahons Konzept der „larger-than-life characters“ zu passen, nahm Steamboat in Anlehnung an den Bruce Lee film Enter the Dragon den Look eines Kampfsportmeisters an und kam fortan in langen Sporttights und Keikogi in den Ring. Er bekam den Namenszusatz „The Dragon“, den er bis zum Ende seiner Karriere beibehalten sollte.
Seine ersten großen Fehden in der WWF waren gegen Mr. Fuji und seinen Schützling Don Muraco, Jake „The Snake“ Roberts, und „Macho Man“ Randy Savage.
In seinem legendären Match gegen Savage bei Wrestlemania III am 29. März 1987 gewann Steamboat den WWF-Intercontinental-Titel. Ursprünglich war eine längere Titelverteidigung mit Steamboat geplant, aber nachdem dieser um eine Auszeit gebeten hatte, um sich um seinen neugeborenen Sohn zu kümmern, wurde beschlossen, den Gürtel bei der Superstars-Ausgabe am 15. Juni an den Honky Tonk Man abzugeben. Steamboat verließ die WWF kurz nach seinem letzten großen Auftritt bei Wrestlemania IV, wo er in der ersten Runde des Turniers um die vakante WWF-World Heavyweight Championship gegen Greg Valentine verlor.
Steamboat gab im Januar 1989 sein Comeback beim Nachfolger von Jim Crockett Promotions, der von Ted Turner finanzierten World Championship Wrestling (WCW). In einer legendären Fehde mit Ric Flair konnte er beim Event Chi-Town Rumble am 20. Februar 1989 die NWA World Heavyweight Championship erringen. Das Rematch am 2. April beim Clash of the Champions VI gewann er ebenfalls, am 7. Mai verlor er den Titel allerdings im finalen Match bei WrestleWar '89 wieder an Flair. Alle drei Matches dieser Trilogie wurden vom Wrestling Observer Newsletter mit der Höchstnote von 5 Sternen ausgezeichnet und gelten bis heute als Meilenstein. Nach einer kurzen Fehde mit Lex Luger und Vertragsstreitigkeiten mit der WCW-Führung verließ Steamboat 1989 die Promotion.
Nach kurzen Auftritten bei South Atlantic Pro Wrestling und New Japan Pro-Wrestling kehrte Steamboat 1991 wieder zum Konkurrenten WWF zurück. Passend zur bunten und überdrehten Präsentation der WWF während dieser Periode wurde Steamboats Charakter überarbeitet. Sein Spitzname „The Dragon“ wurde nun wörtlich genommen und Steamboat erhielt ein Drachenkostüm und lernte Feuer zu spucken. Steamboat bekam während seiner zweiten WWF-Zeit allerdings keine größeren Titelchancen und arbeite vor allem im Mittelfeld der Liga. Sein einziger Pay-Per-View-Auftritt war beim Summerslam 1991, wo er zusammen mit Kerry Von Erich und Davey Boy Smith gegen Warlord, Hercules und Paul Roma antrat. Kurz vor der Survivor Series im November verließ er die WWF wieder.

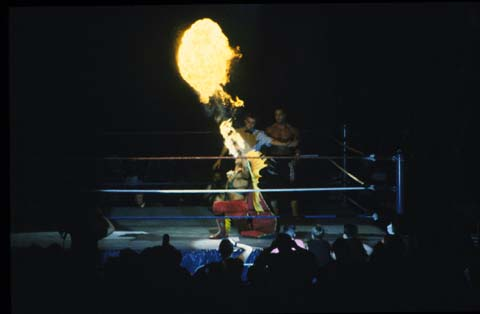
Blood im Drachenkostüm, ca. 1991

Die folgenden drei Jahre trat Blood für die WCW auf und war einer der Topstars der Promotion. Er erhielt mehrfach deren Tag Team-, Television- und United States-Titel. 1994 hatte er erneut eine lange Fehde mit Ric Flair um den WCW-World-Heavyweight-Champion-Titel. Diese ging nahtlos in eine andere gegen Steve Austin um den United-States-Titel über, in deren Verlauf Blood sich bei einer missglückten Aktion so schwer am Nacken verletzte, dass er seine Karriere als aktiver Wrestler beenden musste.
Blood hatte ab 2002 Auftritte als Gastringrichter für Total Nonstop Action Wrestling und Ring of Honor. Seit 2005 steht er bei der WWE als Road Agent unter Vertrag, tritt aber auch bisweilen als Gastringrichter auf, meist bei Titelmatches.
In der Nacht vor Wrestlemania XXV wurde er von seinem einstigen Storyline-Rivalen Ric Flair in die WWE Hall of Fame eingeführt.
Am nächsten Abend gab er nach fast 15 Jahren ein kurzes Comeback, um gemeinsam mit Roddy Piper und Jimmy „Superfly“ Snuka gegen Chris Jericho anzutreten. Auch bei der drei Wochen darauf folgenden Großveranstaltung Backlash trat er auf; dort bestritt er ein Einzelmatch gegen Jericho.

## Wissenswertes
Ricky Steamboat gilt bis heute als einer der technisch versiertesten Athleten in der Geschichte des Wrestlinggeschäfts. Dave Meltzer vom Wrestling Observer Newsletter vergab ganze viermal die Höchstnote von fünf Sternen für seine Matches, sein Match gegen Ric Flair im Capital Center, Maryland im März 1989 bekam sogar die Ausnahmenote von sechs Sternen. Darüber hinaus gewann er einmal die Wahl zum Tag Team of the Year (1983 mit Jay Youngblood) und zweimal die Wahl zum Match of the Year (1987 gegen Randy Savage & 1989 gegen Ric Flair). Die Zeitschrift Pro Wrestling Illustrated wählte beide Matches ebenfalls auf Platz 1 der jeweiligen Jahre. Zudem gewann er dort die Auszeichnungen Rookie of the Year (1977), Tag Team of the Year (1978 mit Paul Jones) und Most Inspirational Wrestler of the Year (2009). Er bekam außerdem den Stanley Weston Award für sein Lebenswerk. Steamboat ist Mitglied des Wrestling Observer Newsletter Hall of Fame (1996), der George Tragos / Lou Thesz Professional Wrestling Hall Of Fame (2009), der WWE Hall of Fame (2009) und der NWA Hall of Fame (2012). Während seiner Zeit als professioneller Wrestler trat er ausschließlich als Babyface auf.

## Privates
Blood ist verheiratet und hat einen 1987 geborenen Sohn.

## Erfolge
- Maple Leaf Wrestling
  - 1× NWA United States Heavyweight Championship (Mid-Atlantic Version)

- Mid-Atlantic Championship Wrestling / World Championship Wrestling
  - 2× NWA Mid-Atlantic Heavyweight Championship
  - 3× NWA Mid-Atlantic Tag Team Championship – zweimal mit Paul Jones und einmal mit Jay Youngblood
  - 2× NWA Television Championship
  - 1× NWA United States Heavyweight Championship
  - 1× NWA United States Heavyweight Championship (Mid-Atlantic Version)
  - 1× NWA World Heavyweight Championship
  - 6× NWA World Tag Team Championship (Mid-Atlantic Version) – einmal mit Paul Jones und fünfmal mit Jay Youngblood
  - 1× WCW United States Heavyweight Championship
  - 2× WCW World Tag Team Championship – je einmal mit Dustin Rhodes und Shane Douglas
  - 2× WCW World Television Championship

- World Wrestling Federation
  - 1× WWF Intercontinental Championship
  - WWE Hall of Fame 2009